# Benjamin DeMott
Benjamin DeMott (* 2. Juni 1924 in Rockville Centre, Long Island, New York; † 29. September 2005 in Worthington, Massachusetts)  war ein US-amerikanischer Autor, Kulturkritiker und Professor.

## Leben
DeMott setzte sich insbesondere mit dem zeitgenössischen Leben Amerikas auseinander.
Neben zahlreichen anderen Werken wurde DeMott besonders bekannt durch seine Kulturkritik in zahlreichen Magazinen und seine Trilogie, bestehend aus den Werken The Imperial Middle: Why Americans Can't Think Straight about Class (1990), The Trouble with Friendship: Why American's Can't Think Straight about Race (1995) und Killer Woman Blues: Why Americans Can't Think Straight about Gender (2000).

## Werke
- The Body's Cage (1959)
- A Married Man (1968)
- Hells and Benefits (1962)
- You Don't Say (1966)
- Supergrow (1969)
- Surviving the Seventies (1971)
- The Imperial Middle: Why Americans Can't Think Straight about Class (1990)
- The Trouble with Friendship: Why American's Can't Think Straight about Race (1995)
- Killer Woman Blues: Why Americans Can't Think Straight about Gender (2000)
- Junk Politics (2003)